# سوپرمارکت آنلاین
سوپرمارکت آنلاین اشاره دارد به فروشگاه مواد غذایی که به هر فرد یا شرکتی اجازه خرید مواد غذایی به صورت آنلاین را می‌دهد. معمولاً یک هزینه تحویل برای ارائه خدمات وجود دارد. خدمات تحویل آنلاین مواد غذایی در سراسر اروپا، آسیا و آمریکای شمالی، اغلب در مرکز شهر در دسترس است. سفارش آنلاین از طریق وب سایت‌های تجارت الکترونیک یا اپلیکیشن‌های موبایل انجام می‌شود.
در حال حاضر دونوع سوپرمارکت آنلاین  داریم 1. مارکت پلیس    2. مارکت 

## انواع توزیع
سوپرمارکت آنلاین یکی از انواع تجارت الکترونیک است که بر پایه فروشگاه brick-and-mortar، انبار یا یک مرکز پخش می‌باشد.

## تحویل در فروشگاه

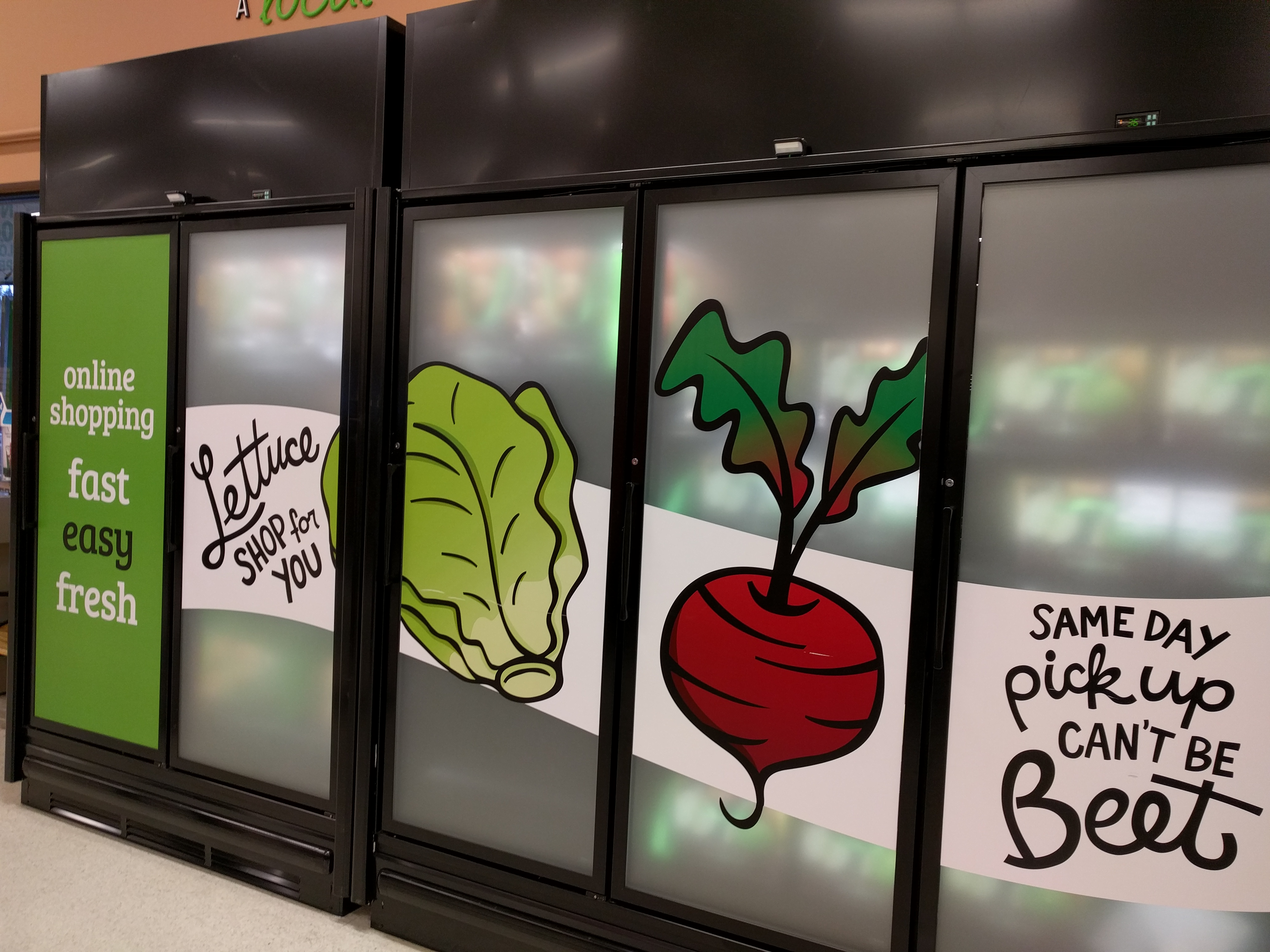
یخچال‌های سفارش آنلاین فروشگاه Save-On-Foods در بریتیش کلمبیا، کانادا

روش پایه‌ای در سفارش آنلاین مواد غذایی به این شکل است که مشتریان سفارش خود را آنلاین انجام داده و سفارش‌های آماده خود را در راه خانه از فروشگاه تحویل می‌گیرند. از آنجایی که نیازی به حمل و نقل نیست، تحویل در فروشگاه معمولاً برای خرید روزانه ارئه می‌شود. معمولاً هزینه خدمات پایین‌تری هم دارد. این گزینه در مناطق روستایی مورد استقبال است. همچنین برای خریدارهایی که در خارج از منطقه تحویل فروشگاه محلی زندگی می‌کنند مورد استفاده است.

## حمل و نقل محلی
بیشتر سوپرمارکت‌های آنلاین محلی راننده‌های خاص خود را دارند و می‌توانند کالا را سریع تر از روش اول به دست مشتری برسانند. رایج‌ترین نوع تحویل شخصی به صورت ذخیره مواد غذایی در یک انبار برای تحویل به مشتری است هنگامی که سفارش انجام شده. نوع دیگر تحویل شخصی که کمتر رایج است بر پایه کسب و کار درست به موقع است که هیچ انبار یا موجودی کالا وجود ندارد. در این نوع، تحویل سفارش‌های ثبت شده مشتریان، برای روز بعد است. ارسال مواد غذایی در فروشگاه‌های مواد غذایی آنلاین در صبح روز تحویل انجام می‌شود.
برخی از مراکز تحویل مواد غذایی به عنوان Dark store راه اندازی می‌شوند.

## حمل و نقل
این روش شامل حمل و نقل مواد غذایی به وسیلهٔ خدمات پیک است که اکثر سوپرمارکتهای محله از پیک مخصوص به خودشون استفاده می کنند . اگر سفارش مشتری شامل موادغذایی منجمد یا سرد باشد، از روش انجماد لحظه‌ای کالاها و بسته‌بندی آن‌ها در یک ظرف حمل و نقل خاص استفاده می‌کنند. این فروشگاه‌های مواد غذایی آنلاین معمولاً یک منطقهٔ تحویل بزرگ را پوشش می‌دهند.

## پلت فرم
پلت فرم تکنولوژی فروشگاه‌های مواد غذایی می‌تواند در داخل خانه توسعه یابد و توسط تیم داخلی سوپرمارکت اداره شود. علاوه بر این، یک پلت فرم شخص سوم می‌تواند مجدد و سفارشی برای انعکاس نام تجاری و ارائه ویژگی‌های منحصر به فرد شرکت مورد استفاده قرار گیرد. در برخی از موارد، تمام وظایف مدیریت و پشتیبانی در ارائه خدمات پلت فرم، برون سپاری می‌باشد.